# Gregor von Karthago
Gregor (mittelgriechisch Γρηγόριος, lateinisch Flavius Gregorius; † 647) war ein byzantinischer Patrikios, Exarch von Karthago und Usurpator.

## Leben
Gregor nahm im Jahr 645 an einer Disputation zwischen den ehemaligen Patriarchen von Konstantinopel Pyrrhos und den Theologen Maximos Homologetes teil, die in seinem Amtsbereich stattfand. Im Jahr 646 rebellierte er gegen Konstans II., möglicherweise vor dem Hintergrund der monotheletischen Streitigkeiten in Byzanz, bei denen im Exarchat eher eine orthodoxe Haltung eingenommen worden zu sein scheint. Seine Herrschaft erstreckte sich kurzzeitig von Karthago im heutigen Tunesien bis Tripolis im heutigen Libyen. Es gibt Anzeichen dafür, dass auch Maximos und Papst Theodor I. diese Usurpation unterstützt haben, zumindest wird dies in dem Prozess gegen Maximos unterstellt. Angeblich hatte der Papst den Abt Thomas um 646 zu Gregor geschickt, um diesem einen Traum des Maximos mitzuteilen, der ihm den bevorstehenden Erfolg des Aufstandes verkünden sollte.
Die Revolte brach allerdings bald in sich zusammen, da Gregor im folgenden Jahr in Karthago von einer arabischen Armee angegriffen und in der Schlacht von Sufetula (Sbeitla, heute Tunesien) getötet wurde. Agapios von Hierapolis gibt an, dass Gregor nach der Niederlage nach Byzanz geflohen sei und seinen Frieden mit dem Kaiser gemacht habe. Ähnliches berichten die syrischen Quellen, was auf eine Abhängigkeit von einer gemeinsamen Vorlage schließen lässt; dabei handelt es sich neueren Forschungen zufolge um Theophilos von Edessa. Demgegenüber sind die arabischen Quellen durchgängig der Ansicht, dass Gregor im Kampf gefallen sei. Die Tochter des Gregor wurde nach dessen Tod einem arabischen Anführer als Beute überlassen, der sie auf einem Kamel nach Arabien führte. Weil sie sich abfällig über ihn äußerte, wurde sie vom Kamel gestürzt, wobei sie sich das Genick brach und starb. Das Amt des Exarchen übernahm Gennadios.